# Banaadir
Die Hauptstadtregion Banaadir (auch Benadir geschrieben; arabisch بنادر, DMG Banādir) ist eine von insgesamt 18 Verwaltungsregionen (gobolka) Somalias und liegt im Süden des Landes. Ihre Hauptstadt ist die Landeshauptstadt Mogadischu.
Die Region liegt am Indischen Ozean. Früher gehörten auch die angrenzenden Regionen Shabeellaha Dhexe und Shabeellaha Hoose zu Banaadir.
Der Name der Region ist von der Benadirküste abgeleitet, die ihren Namen wiederum vom persischen bandar für „Hafen“ haben soll.